# Andreja Klepač

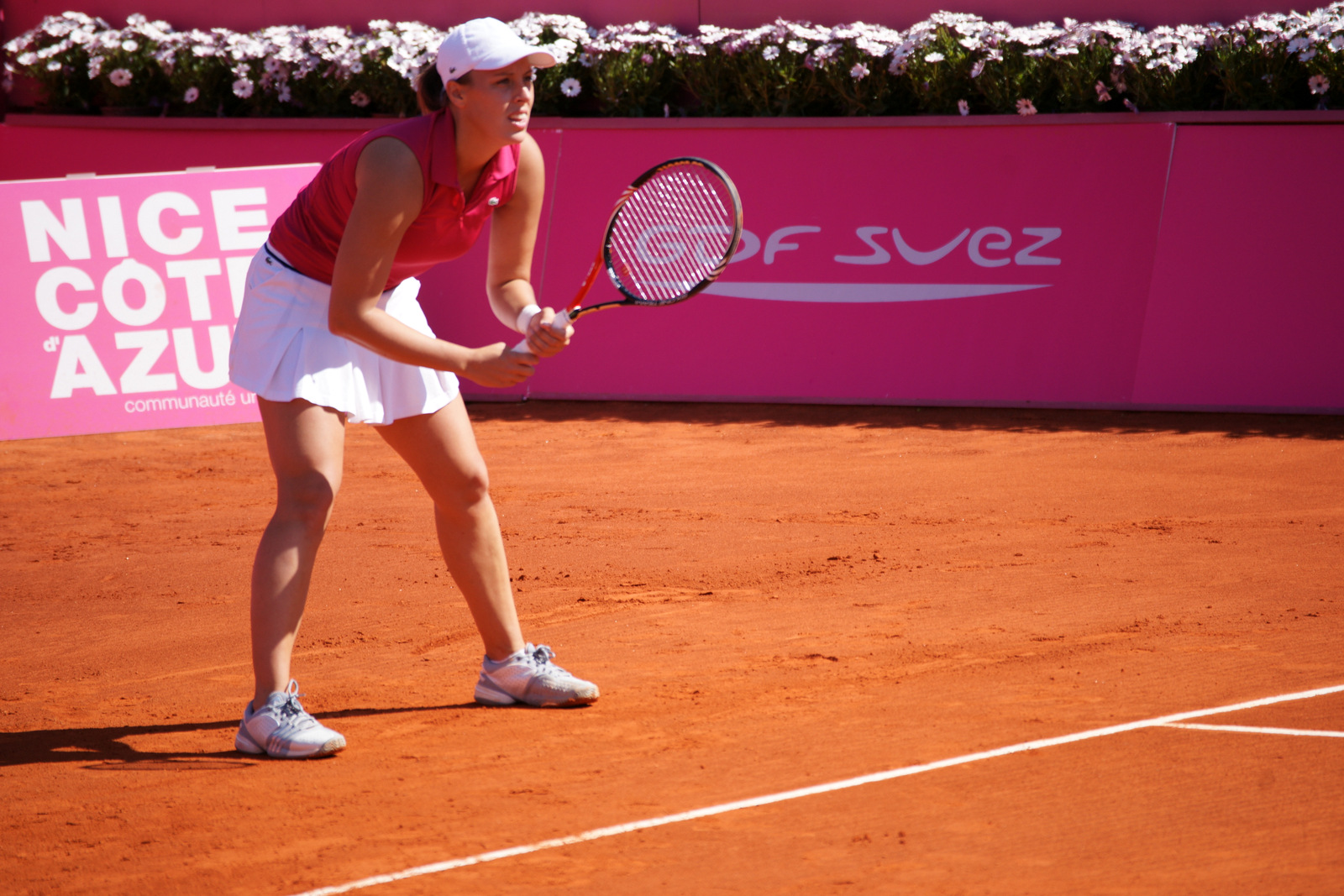
Open Cagnes-sur-Mer 2011

Andreja Klepač (Koper, Eslovenia, 13 de marzo de 1986) es una tenista profesional de Eslovenia.
Aunque no ha ganado ningún torneo de la WTA, ha jugado una final individual, tiene cinco títulos en dobles y seis finales. Además, ha conseguido tres torneos individuales de la ITF y trece torneos en categoría de dobles.

## Títulos WTA (11; 0+11)

### Individual (0)
| Leyenda                                        |
| ---------------------------------------------- |
| Grand Slam (0)                                 |
| WTA Tour Championships (0)                     |
| Tier I, P. Mandatory & Premier 5, WTA 1000 (0) |
| Tier II, Premier, WTA 500 (0)                  |
| Tier III & IV, International, WTA 250 (0)      |

#### Finalista (1)
| Nº | Fecha               | Torneo   | Superficie    | Oponente en la final | Resultado   |
| 1. | 13 de julio de 2008 | Budapest | Tierra batida | Alizé Cornet         | 6-7(5), 3-6 |

### Dobles (11)
| Leyenda                                        |
| ---------------------------------------------- |
| Grand Slam (0)                                 |
| WTA Tour Championships (0)                     |
| WTA Elite Trophy (1)                           |
| Tier I, P. Mandatory & Premier 5, WTA 1000 (1) |
| Tier II, Premier, WTA 500 (4)                  |
| Tier III & IV, International, WTA 250 (5)      |

| N.º | Fecha                    | Torneos          | Superficie    | Pareja              | Oponentes en la final              | Resultado        |
| --- | ------------------------ | ---------------- | ------------- | ------------------- | ---------------------------------- | ---------------- |
| 1.  | 21 de julio de 2013      | Bad Gastein      | Tierra batida | Sandra Klemenschits | Kristina Barrois Eleni Daniilidou  | 6-1, 6-4         |
| 2.  | 20 de julio de 2014      | Bastad           | Tierra batida | María Teresa Torró  | Jocelyn Rae Anna Smith             | 6-1, 6-1         |
| 3.  | 23 de agosto de 2014     | New Haven        | Dura          | Silvia Soler        | Marina Erakovic Arantxa Parra      | 7-5, 4-6, [10-7] |
| 4.  | 27 de septiembre de 2015 | Seúl             | Dura          | Lara Arruabarrena   | Kiki Bertens Johanna Larsson       | 2-6, 6-3, [10-6] |
| 5.  | 23 de septiembre de 2017 | Tokio (Pacífico) | Dura          | María José Martínez | Daria Gavrilova Daria Kasátkina    | 6-3, 6-2         |
| 6.  | 24 de junio de 2018      | Mallorca         | Hierba        | María José Martínez | Lucie Šafářová Barbora Štefková    | 6-1, 3-6, [10-3] |
| 7.  | 17 de agosto de 2019     | Cincinnati       | Dura          | Lucie Hradecká      | Anna-Lena Grönefeld Demi Schuurs   | 6-4, 6-1         |
| 8.  | 27 de octubre de 2019    | Elite Trophy     | Dura (i)      | Lyudmyla Kichenok   | Yingying Duan Zhaoxuan Yang        | 6-3, 6-3         |
| 9.  | 26 de junio de 2021      | Bad Homburg      | Hierba        | Darija Jurak        | Nadiia Kichenok Ioana Raluca Olaru | 6-3, 6-1         |
| 10. | 8 de agosto de 2021      | San José         | Dura          | Darija Jurak        | Gabriela Dabrowski Luisa Stefani   | 6-1, 7-5         |
| 11. | 10 de abril de 2022      | Charleston       | Tierra batida | Magda Linette       | Lucie Hradecká Sania Mirza         | 6-2, 4-6, [10-7] |

#### Finalista (12)
| No. | Fecha                    | Torneo      | Superficie    | Compañera           | Oponentes en la final                 | Resultado           |
| 1.  | 23 de septiembre de 2007 | Portoroz    | Dura          | Elena Likhovtseva   | Lucie Hradecká Renata Voráčová        | 5-7, 6-4, [10-7]    |
| 2.  | 19 de abril de 2009      | Barcelona   | Tierra batida | Sorana Cîrstea      | Nuria Llagostera María José Martínez  | 3-6, 6-2, [10-8]    |
| 3.  | 13 de julio de 2014      | Bad Gastein | Tierra batida | María Teresa Torró  | Karolína Plíšková Kristýna Plíšková   | 6-4, 3-6, [6-10]    |
| 4.  | 12 de octubre de 2014    | Tianjin     | Dura          | Sorana Cîrstea      | Alla Kudryavtseva Anastasia Rodionova | 7-6(6), 2-6, [8-10] |
| 5.  | 8 de agosto de 2015      | Washington  | Dura          | Lara Arruabarrena   | Belinda Bencic Kristina Mladenovic    | 5-7, 6-7(7)         |
| 6.  | 18 de octubre de 2015    | Hong Kong   | Dura          | Lara Arruabarrena   | Alizé Cornet Yaroslava Shvédova       | 5-7, 4-6            |
| 7.  | 6 de enero de 2018       | Brisbane    | Dura          | María José Martínez | Kiki Bertens Demi Schuurs             | 5-7, 2-6            |
| 8.  | 18 de febrero de 2018    | Doha        | Dura          | María José Martínez | Gabriela Dabrowski Jeļena Ostapenko   | 3-6, 3-6            |
| 9.  | 8 de abril de 2018       | Charleston  | Tierra batida | María José Martínez | Alla Kudryavtseva Katarina Srebotnik  | 3-6, 3-6            |
| 10. | 22 de mayo de 2021       | Parma       | Tierra batida | Darija Jurak        | Cori Gauff Caty McNally               | 3-6, 2-6            |
| 11. | 15 de agosto de 2021     | Montreal    | Dura          | Darija Jurak        | Gabriela Dabrowski Luisa Stefani      | 3-6, 4-6            |
| 12. | 9 de enero de 2022       | Adelaida    | Dura          | Darija Jurak        | Ashleigh Barty Storm Sanders          | 1-6, 4-6            |